# Královská cesta

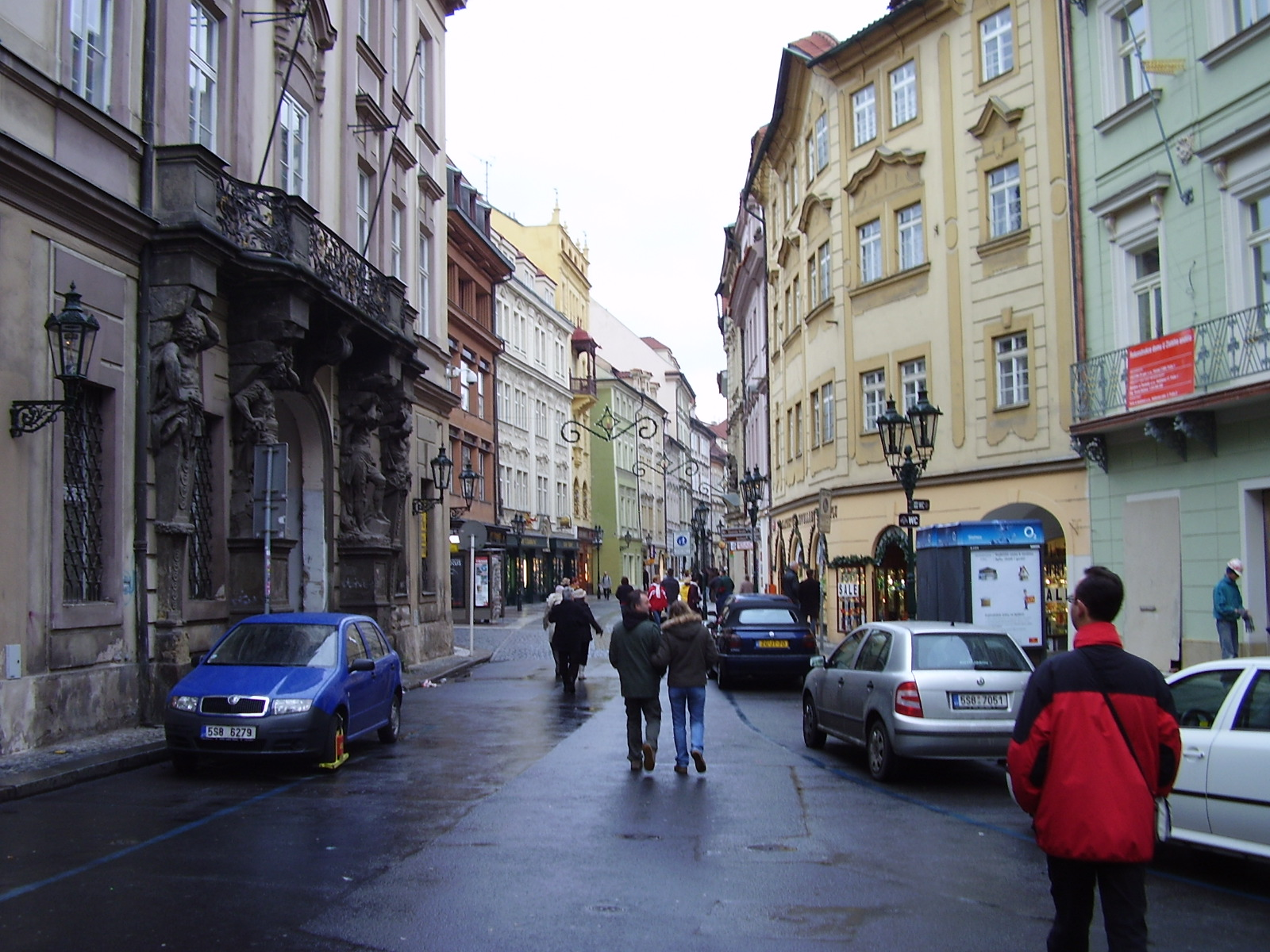
Celetná ulice

Královská cesta je název historické trasy centrem českého hlavního města Prahy, po které projížděli nastávající čeští králové ke korunovaci. Trasa začínala v Králově dvoře na Starém Městě, někdejším městském sídle českých králů u dnešní Prašné brány (na místě dnešního Obecního domu). Pokračuje Celetnou ulicí, přes Staroměstské náměstí kolem Staroměstské radnice, od ní přes Malé náměstí, Karlovou ulicí kolem Klementina, přes Křižovnické náměstí pod Staroměstskou mosteckou věž po Karlově mostě pod bránou spojující Malostranské mostecké věže, dále ulicí Mosteckou na Malostranské náměstí, ulicemi Nerudovou a ulicí Ke Hradu (dříve přes Pohořelec) a přes Hradčanské náměstí na Pražský hrad do katedrály svatého Víta. V dnešní podobě se ustálila v 17. století. Do 17. století vedla trasa přes Úvoz na Pohořelec, protože ještě neexistovala dnešní ulice Ke Hradu.

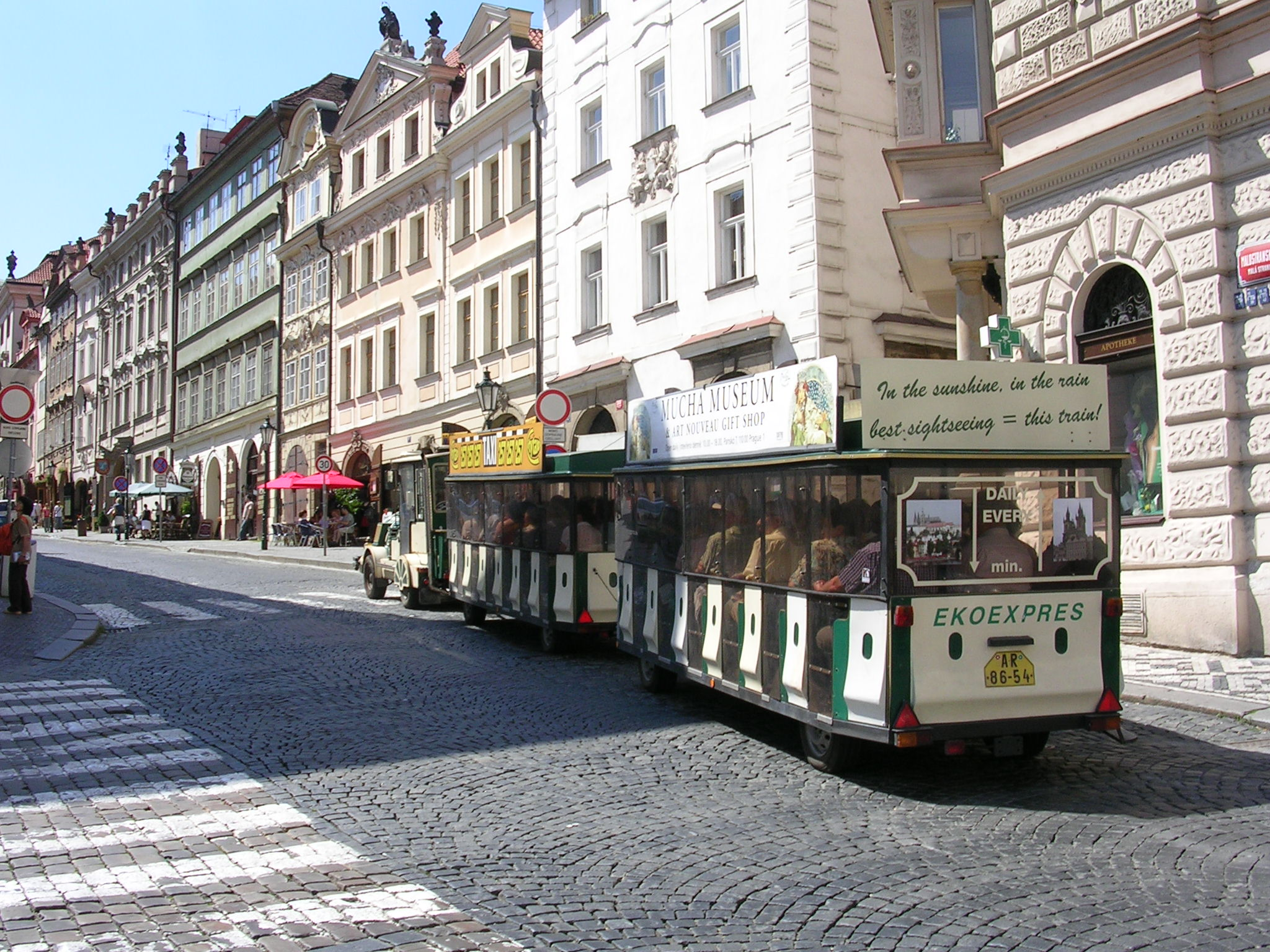
Nerudova ulice

Jako první projel korunovační cestu roku 1438 Albrecht II. Habsburský, jako poslední rakouský císař Ferdinand V. Dobrotivý roku 1836. Trasou slavnostně projížděli i významní poslové a hosté z cizích zemí, projížděly zde průvody k uložení ostatků habsburských panovníků atd., v roce 1729 průvod ke slavnosti svatořečení Jana Nepomuckého. Trasa bývala vyzdobena, po cestě se průvod s ostatky svatého zastavoval a setkával se zástupci cechů, škol, církevních řádů, vojska, zástupců všech pražských radnic a dalších skupin, cestu doprovázely zvuky zvonů, hudba, zpěv, výstřely z děl.
Leckdy se korunovační cesta stala i cestou pohřebního průvodu. To se například stalo 25. listopadu 1457 (pohřeb Ladislava Pohrobka) a 25. března 1471 (pohřeb Jiřího z Poděbrad). Navíc pohřeb císaře Maxmilána II. (22. března 1577) by také mohl být zařazen do seznamu, protože sice nevycházel z Králova dvora (tělo bylo vystaveno v kostele sv. Jakuba), ale průvod již od Staroměstského rynku sledoval linii korunovační cesty.
Podobně to platí i s průvodem, který doprovázel rakev při pohřbu Václava Havla. Ve středu 21. prosince 2011 vyšel průvod z Pražské křižovatky a Liliovou ulicí se dostal před katedrálu svatého Klimenta. Před ním zabočil do Karlovy ulice a dále už šel po korunovační cestě.
Královská cesta dnes slouží jako hlavní turistická trasa centrem Prahy.